# Йозеф Крейчик
Йозеф Еміль Крейчик (нім. Josef Emil Krejcik, нар. 22 січня 1885, Відень — пом. 4 січня 1957, там само) — австрійський шахіст, шаховий композитор, діяч і літератор. 
Професор історії. Перший президент Австрійського шахового союзу (1920). Автор популярних збірок шахових гуморесок.